# ریوتا تاکاهاشی
ریوتا تاکاهاشی (انگلیسی: Ryota Takahashi؛ زادهٔ ۲۸ دسامبر ۱۹۸۶) بازیکن فوتبال اهل ژاپن است.
از باشگاه‌هایی که در آن بازی کرده‌است می‌توان به باشگاه فوتبال ناگویا گرامپوس اشاره کرد.